# Nezávislá filipínská církev
Nezávislá filipínská církev nebo též Aglipayanská církev je křesťanská církev hlásící se k nezávislému katolictví. Není tedy ve společenství s římskokatolickou církvi a papežem.
Církev vznikla v roce 1902. Její prvním biskupem se stal Gregorio Aglipay (proto Aglipayanská). V roce 2010 měla 916 639 členů. Celibát duchovních je dobrovolný a eucharistie se vysluhuje podobojí. Při mši jsou užívány také filipínské národní symboly, např. národní barvy a motivy, zpěv státní hymny či vyvěšování filipínské zástavy v kostele. Do duchovní služby jsou svěceny také ženy a v současnosti má církev progresivní postoj k LGBT otázce. 
Filipínská nezávislá církev je v plném svátostném společenství s Anglikánským svazem církví a s Utrechtskou unií starokatolických církví.